# Ankara Atatürk Spor Salonu
Ankara Atatürk Spor Salonu – hala widowiskowo-sportowa w Ankarze, stolicy Turcji. Została otwarta w 1969 roku. Może pomieścić 4500 widzów.
Pierwszą halę sportową w miejscu obecnej Ankara Atatürk Spor Salonu wybudowano w latach 1954–1957 i otwarto 18 października 1957 roku. Obiekt ten był znany jako „Ankara Spor Sarayı” bądź „Atatürk Spor ve Sergi Salonu”. 2 czerwca 1958 roku zawalił się jednak dach hali. Obiekt został później rozebrany, a w jego miejscu wybudowano następnie obecną halę, która została oddana do użytku w 1969 roku. Arena powstała obok nieistniejącego już Ankara 19 Mayıs Stadyumu.
We wrześniu 2003 roku w hali rozegrano część spotkań (w tym mecze rundy finałowej) kobiecych mistrzostw Europy w siatkówce. 